# Bernard-Germain de Lacépède

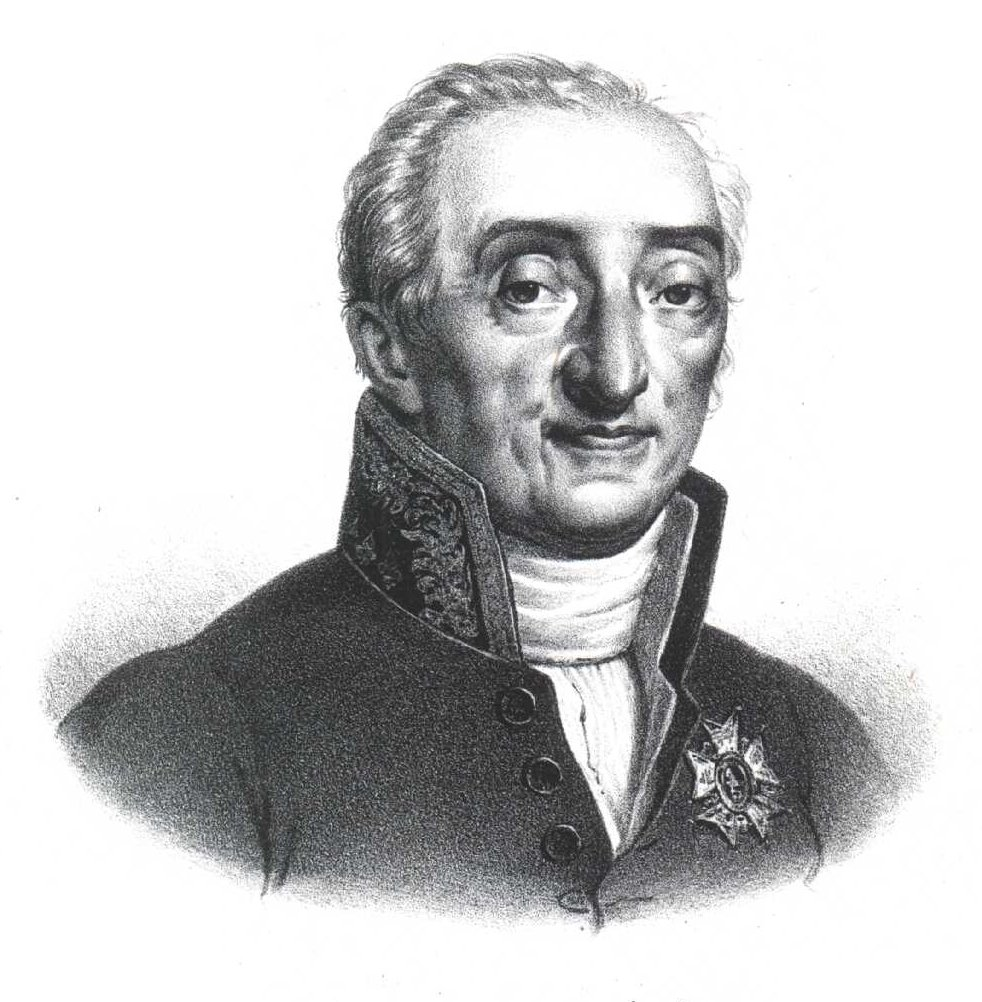
Bernard-Germain de Lacépède.

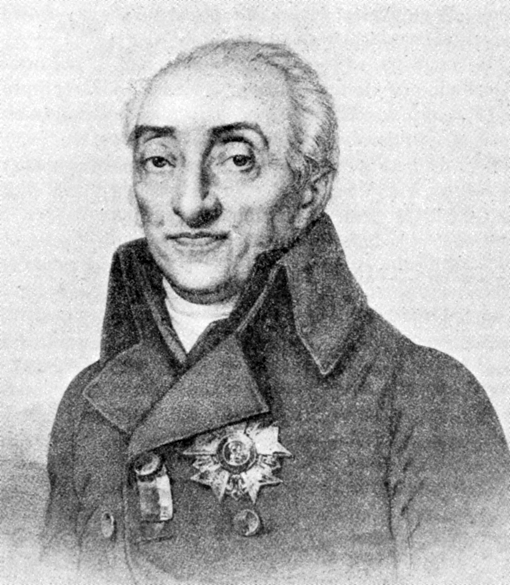
Bernard-Germain de Lacépède.

Bernard-Germain-Étienne de Laville-sur-Illon de Lacépède (eller la Cépède), född 26 december 1756 i Agen, död 6 oktober 1825 i Épinay-sur-Seine, var en fransk greve och naturforskare. 
Hans grundläggande utbildning var noga handhavd av fadern och han erhöll genom naturforskaren Buffon anställning i Jardin du Roi (botaniska trädgården) samt utsågs att fortsätta dennes Histoire naturelle. Lacépède var anhängare av revolutionen och var medlem av de konstituerande (1789–1791) och lagstiftande (1791–1792) församlingarna och de femhundrades råd (1795–1799) samt blev slutligen senatens president. 
Han var hela tiden en trogen anhängare av Napoleon I och utnämndes 1809 till statsminister. Efter restaurationen fick han 1819 en plats i pärskammaren. Från 1793 var han professor vid Muséum d'histoire naturelle. Han invaldes 1812 som utländsk ledamot nummer 205 av Kungliga Vetenskapsakademien.
Hans förnämsta arbeten är Histoire naturelle des quadrupèdes ovipares et des serpents (1788–1789), Histoire naturelle des reptiles (1789), Histoire naturelle des poissons (1798–1803) och Histoire naturelle des cétacés (1804), vilka utgör en fortsättning till Buffons stora naturhistoria.
I sin ungdom sysselsatte Lacépède sig med musik (han var nära vän med tonsättaren Gluck), skrev ett par operor, vilka aldrig uppfördes, samt ett arbete med titeln Poétique de la musique (1781–1785). Dessutom författade han en omfångsrik Histoire générale, physique et civile de l'Europe (18 band, 1826) samt flera romaner. Efter hans död utkom Histoire naturelle de l'homme (1827) samt Les âges de la nature (1830).
Bland arter som först beskrivits av Lacépède återfinns vanlig clownfisk (Amphiprion percula, Lacépède, 1802), vikval (Balaenoptera acutorostrata, Lacépède, 1804), alligatorbengädda (Atractosteus spatula, Lacépède, 1803) och vattenmockasin (Agkistrodon piscivorus, Lacépède, 1789). 
De obebodda Lacepede Islands i Indiska oceanen 30 kilometer utanför Dampier Peninsula i Western Australia upptäcktes av den franske upptäcktsresanden Nicolas Baudin 1801 och namngavs till Lacépèdes ära. Tofsfisken (Lophotus lacepede, Giorna, 1809 ) och smörbultsfisken (Odontamblyopus lacepedii, Temminck & Schlegel, 1845) har sina vetenskapliga namn efter Lacépède.